# الحرية (جريدة كويتية)
صدر العدد الأول من جريدة «الحرية» الكويتية في تاريخ 26/04/2009 متضمنا موضوعات مختلفة تهتم بالشؤون السياسية والاقتصادية والرياضية والاجتماعية. وتأتي جريدة «الحرية» في ترتيبها التاسع بين الصحف المحلية اليومية الحالية والتي صدرت بعد اعتماد قانون المطبوعات الصادر في العام 2006 فيما تعتبر الصحيفة الـ15 ضمن إجمالي الصحف الصادرة في الكويت. تشمل الصحيفة أبوابا مختلفة تشمل الشؤون المحلية والاقتصادية والدولية والخليجية والرياضية والفن.